# Campionato europeo maschile di calcio 1968
Il campionato europeo di calcio 1968, noto anche come Italia '68, è stata la terza edizione dell'omonimo torneo, organizzato dall'UEFA ogni quattro anni. L'UEFA assegnò all'Italia l'organizzazione della fase finale, che si svolse da mercoledì 5 a sabato 8 giugno 1968: il torneo terminò, tuttavia, due giorni più tardi a causa della ripetizione della finale.
Anche per via del cambio di format delle qualificazioni, da questa edizione avvenne il cambio di denominazione della manifestazione: da Coppa delle nazioni europee si passò a campionato europeo UEFA. Per questa edizione del torneo venne adottato come pallone ufficiale Telstar Elast, la prima versione della classica palla con dodici pentagoni neri e venti esagoni bianchi, poiché il disegno e i colori ne facilitavano la visibilità nelle televisioni in bianco e nero.

## Formula
A partire da questa edizione, furono introdotti i gironi eliminatori: le qualificazioni per i tornei del 1960 e 1964, infatti, erano interamente strutturate sull'eliminazione diretta. Le vincitrici degli otto gironi, uno dei quali composto di tre nazionali e gli altri sette da quattro ciascuno, si sarebbero scontrate nei play-off, che avrebbero funto da quarti di finale, per designare le quattro semifinaliste.

## Qualificazioni
Le otto vincitrici dei gruppi di qualificazione furono:
- Spagna (gruppo 1)
- Bulgaria (gruppo 2)
- Unione Sovietica (gruppo 3)
- Jugoslavia (gruppo 4)
- Ungheria (gruppo 5)
- Italia (gruppo 6)
- Francia (gruppo 7)
- Inghilterra (gruppo 8)

Quarti di finale
| Squadra 1   | Totale | Squadra 2        | Andata | Ritorno |
| ----------- | ------ | ---------------- | ------ | ------- |
| Bulgaria    | 3 - 4  | Italia           | 3 - 2  | 0 - 2   |
| Ungheria    | 2 - 3  | Unione Sovietica | 2 - 0  | 0 - 3   |
| Inghilterra | 3 - 1  | Spagna           | 1 - 0  | 2 - 1   |
| Francia     | 2 - 6  | Jugoslavia       | 1 - 1  | 1 - 5   |

## Squadre partecipanti
| Squadra            | Data qualificazione | Partecipazioni |
| ------------------ | ------------------- | -------------- |
| Italia (ospitante) | 20 aprile 1968      | Esordiente     |
| Jugoslavia         | 24 aprile 1968      | 1 (1960)       |
| Inghilterra        | 8 maggio 1968       | Esordiente     |
| Unione Sovietica   | 11 maggio 1968      | 2 (1960, 1964) |

## Convocazioni
Per la fase finale ogni nazionale poté convocare sino ad un massimo di 22 calciatori.

## Stadi
| Roma Napoli Firenze | Roma            | Napoli           | Firenze         |
| ------------------- | --------------- | ---------------- | --------------- |
| Roma Napoli Firenze | Stadio Olimpico | Stadio San Paolo | Stadio Comunale |
| Roma Napoli Firenze | Capienza: 80000 | Capienza: 82000  | Capienza: 52000 |
| Roma Napoli Firenze |                 |                  |                 |

## Riassunto del torneo

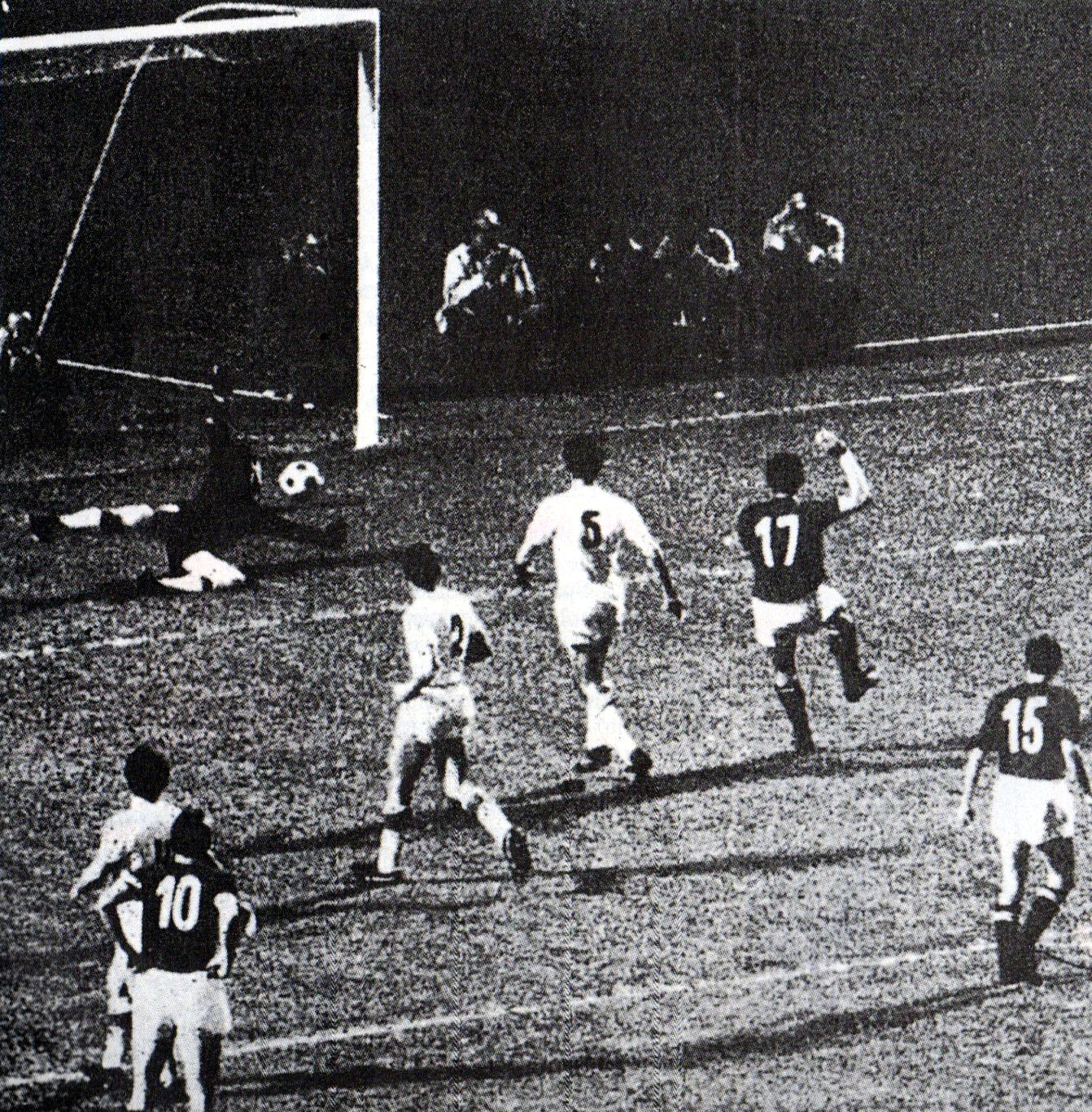
L'italiano Gigi Riva (n. 17) apre le marcature contro la Jugoslavia nella ripetizione della finale.

L'accoppiamento delle semifinali mise i padroni di casa dell'Italia di fronte all'Unione Sovietica: le due nazionali si erano affrontate anche nelle eliminatorie dell'edizione precedente, con la vittoria andata ai sovietici. A Napoli, dopo lo 0-0 dei tempi supplementari, come da regolamento dell'epoca si ricorse al lancio della moneta – per la prima e unica volta nella storia del campionato europeo –: la scelta del capitano azzurro, Giacinto Facchetti, si rivelò vincente qualificando l'Italia alla finale. Nell'altro incontro di semifinale, a Firenze andò in scena una partita ugualmente tirata, con la Jugoslavia che riuscì a sconfiggere di misura l'Inghilterra, detentrice del titolo mondiale, solo a pochi minuti dal 90'. 
Nelle finali di Roma, quella per il terzo posto vide gli inglesi prevalere sui sovietici con un gol per tempo. Quindi nella finale per l'assegnazione del titolo, al vantaggio slavo arrivato sul finire della prima frazione di gioco, replicò il pareggio italiano a dieci minuti dal termine del tempo regolamentare: il punteggio di 1-1 permase anche al 120' sicché, come da regolamento, il verdetto venne rimandato alla ripetizione da giocarsi a 48 ore di distanza.
Per la gara decisiva il commissario tecnico italiano, Ferruccio Valcareggi, inserì forze fresche, sostituendo ben cinque calciatori rispetto all'undici sceso in campo due giorni prima; il selezionatore jugoslavo Rajko Mitić non riuscì a fare altrettanto, con la sua squadra dimezzata da infortuni e altre assenze. In questo scenario gli azzurri ebbero vita facile con un 2-0 maturato già nella prima mezz'ora di gioco, che valse loro il primo titolo continentale.

## Risultati

### Tabellone
|  | Semifinali       | Semifinali       | Semifinali |            |        | Finale                    | Finale                    | Finale                    |  |
|  |                  |                  |            |            |        |                           |                           |                           |  |
|  | Italia (dts)     | Italia (dts)     | 0          |            |        |                           |                           |                           |  |
|  | Italia (dts)     | Italia (dts)     | 0          |            |        |                           |                           |                           |  |
|  | Unione Sovietica | Unione Sovietica | 0          |            |        |                           |                           |                           |  |
|  | Unione Sovietica | Unione Sovietica | 0          |            | Italia | Italia                    | 1 (2)                     |                           |  |
|  |                  |                  |            |            | Italia | Italia                    | 1 (2)                     |                           |  |
|  |                  |                  | Jugoslavia | Jugoslavia | 1 (0)  |                           |                           |                           |  |
|  | Jugoslavia       | Jugoslavia       | Jugoslavia | Jugoslavia | 1 (0)  | 1                         |                           |                           |  |
|  | Jugoslavia       | Jugoslavia       |            |            |        | 1                         |                           |                           |  |
|  | Inghilterra      | Inghilterra      | 0          |            |        | Finale per il terzo posto | Finale per il terzo posto | Finale per il terzo posto |  |
|  | Inghilterra      | Inghilterra      | 0          |            |        |                           |                           |                           |  |
|  |                  |                  |            |            |        |                           |                           |                           |  |
|  |                  |                  |            |            |        | Unione Sovietica          | Unione Sovietica          | 0                         |  |
|  |                  |                  |            |            |        | Unione Sovietica          | Unione Sovietica          | 0                         |  |
|  |                  |                  |            |            |        | Inghilterra               | Inghilterra               | 2                         |  |

### Semifinali
| Napoli 5 giugno 1968, ore 18:00 UTC+2 | Italia      | 0 – 0 (d.t.s.) referto | Unione Sovietica | Stadio San Paolo (68582 spett.)\| Arbitro: \| Tschenscher \| |
| Arbitro:                              | Tschenscher |                        |                  |                                                              |

| Arbitro: | Ortiz de Mendíbil |

|            |           |  |
| Džajić 86’ | Marcatori |  |

### Finale per il terzo posto
| Arbitro: | Zsolt |

|                          |           |  |
| B.Charlton 39’ Hurst 63’ | Marcatori |  |

### Finale
| Arbitro: | Dienst |

|                |           |            |
| Domenghini 80’ | Marcatori | 39’ Džajić |

| Arbitro: | Ortiz de Mendíbil |

|                       |           |  |
| Riva 12’ Anastasi 31’ | Marcatori |  |

## Statistiche

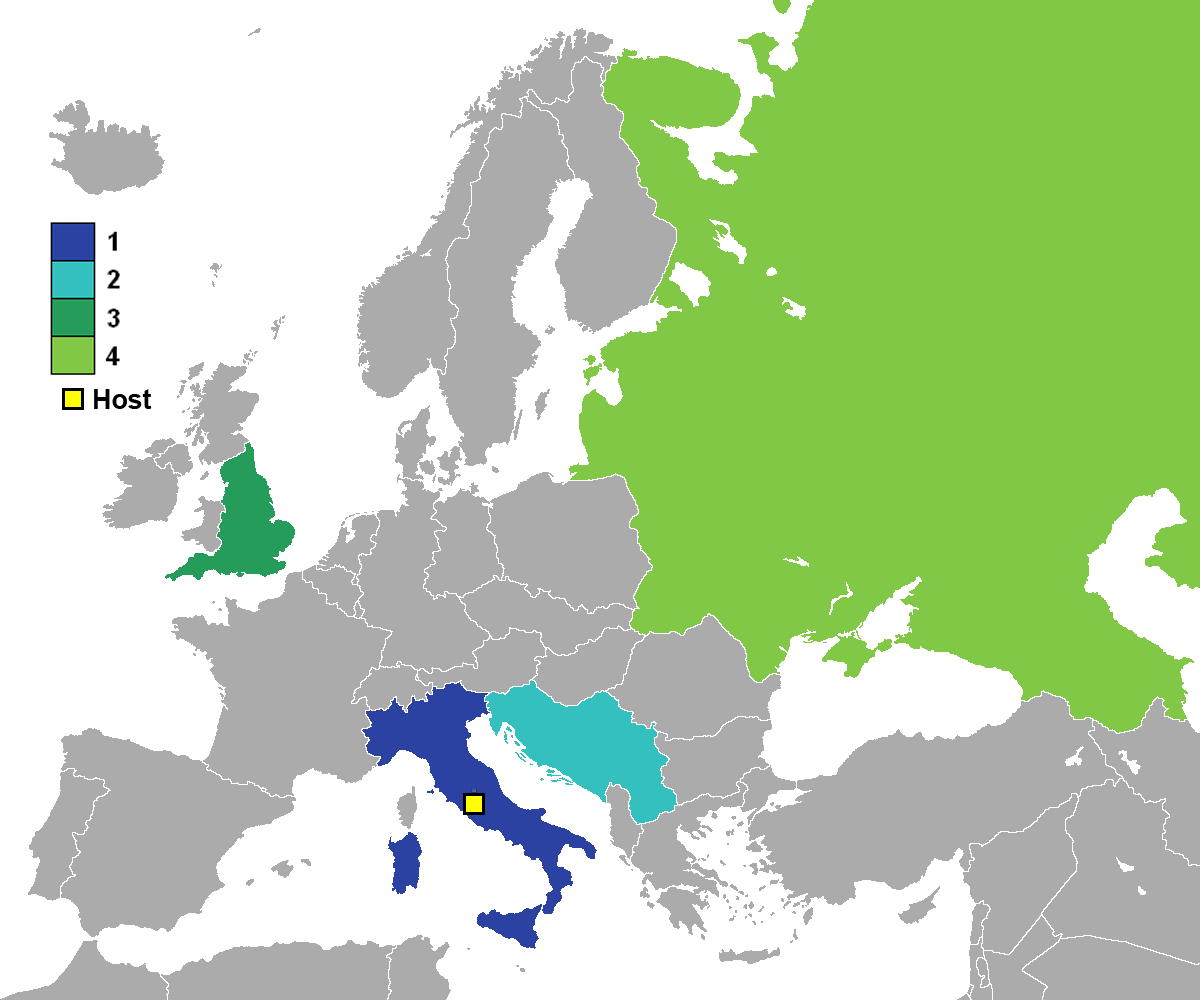
Piazzamenti delle nazionali

### Classifica marcatori
2 reti
- Dragan Džajić

1 rete
- Bobby Charlton
- Geoff Hurst

- Pietro Anastasi
- Angelo Domenghini

- Gigi Riva

### Record
- Gol più veloce:  Gigi Riva (Italia-Jugoslavia, ripetizione della finale, 10 giugno, 12º minuto)
- Gol più lento:  Dragan Džajić (Jugoslavia-Inghilterra, semifinali, 5 giugno, 86º minuto)
- Primo gol:  Dragan Džajić (Jugoslavia-Inghilterra, semifinali, 5 giugno, 86º minuto)
- Ultimo gol:  Pietro Anastasi (Italia-Jugoslavia, ripetizione della finale, 10 giugno, 31º minuto)
- Miglior attacco:  Italia (3 reti segnate)
- Peggior attacco:  Unione Sovietica (0 reti segnate)
- Miglior difesa:  Italia (1 rete subita)
- Peggior difesa:  Jugoslavia (3 reti subite)

## La squadra vincitrice
La nazionale italiana campione d'Europa 1968.
| Italia                                    | Italia               | Italia       |
| Numero                                    | Giocatore            | Squadra 1968 |
| Portieri                                  | Portieri             | Portieri     |
| ----------------------------------------- | -------------------- | ------------ |
| 1                                         | Enrico Albertosi     | Fiorentina   |
| 21                                        | Lido Vieri           | Torino       |
| 22                                        | Dino Zoff            | Napoli       |
| Difensori                                 |                      |              |
| 3                                         | Angelo Anquilletti   | Milan        |
| 4                                         | Giancarlo Bercellino | Juventus     |
| 5                                         | Tarcisio Burgnich    | Inter        |
| 7                                         | Ernesto Castano      | Juventus     |
| 10                                        | Giacinto Facchetti   | Inter        |
| 12                                        | Aristide Guarneri    | Bologna      |
| 19                                        | Roberto Rosato       | Milan        |
| 20                                        | Sandro Salvadore     | Juventus     |
| Centrocampisti                            |                      |              |
| 6                                         | Giacomo Bulgarelli   | Bologna      |
| 8                                         | Giancarlo De Sisti   | Fiorentina   |
| 11                                        | Giorgio Ferrini      | Torino       |
| 13                                        | Antonio Juliano      | Napoli       |
| 14                                        | Giovanni Lodetti     | Milan        |
| 18                                        | Gianni Rivera        | Milan        |
| Attaccanti                                |                      |              |
| 2                                         | Pietro Anastasi      | Varese       |
| 9                                         | Angelo Domenghini    | Inter        |
| 15                                        | Sandro Mazzola       | Inter        |
| 16                                        | Pierino Prati        | Milan        |
| 17                                        | Gigi Riva            | Cagliari     |
| Commissario tecnico: Ferruccio Valcareggi |                      |              |